# Clidemia submontana
Clidemia submontana là một loài thực vật có hoa trong họ Mua. Loài này được Rose ex Gleason mô tả khoa học đầu tiên năm 1939.